# Palude del Feniletto - Sguazzo del Vallese
Palude del Feniletto - Sguazzo del Vallese este o arie protejată (arie specială de conservare — SAC, sit de importanță comunitară — SCI, arie de protecție specială avifaunistică — SPA) din Italia întinsă pe o suprafață de 167 ha, integral pe uscat.

## Localizare
Centrul sitului Palude del Feniletto - Sguazzo del Vallese este situat la coordonatele 45°19′05″N 11°06′46″E / 45.3181°N 11.1129°E.

## Înființare
Situl Palude del Feniletto - Sguazzo del Vallese a fost declarat sit de importanță comunitară în septembrie 1995 pentru a proteja 22 de specii de animale. Alte tipuri de protecție:
- arie de protecție specială avifaunistică (în august 2003)
- arie specială de conservare (în iulie 2018)[1][2][3]

## Biodiversitate
Situată în ecoregiunea continentală, aria protejată conține 1 habitat natural: Lacuri eutrofice naturale cu vegetație de tip Magnopotamion sau Hydrocharition.
La baza desemnării sitului se află mai multe specii protejate de  păsări (22): lăcar mare (Acrocephalus arundinaceus), lăcar-de-lac (Acrocephalus scirpaceus), rață sulițar (Anas acuta), rață pitică (Anas crecca), egretă mare (Ardea alba), stârc cenușiu (Ardea cinerea), stârc roșu (Ardea purpurea), stârc galben (Ardeola ralloides), rața moțată (Aythya fuligula), rață roșie (Aythya nyroca), șorecarul comun (Buteo buteo), erete de stuf (Circus aeruginosus), presură de stuf (Emberiza schoeniclus), becațină comună (Gallinago gallinago), piciorong (Himantopus himantopus), stârc pitic (Ixobrychus minutus), grelușel-de-zăvoi (Locustella luscinioides), becațină mică (Lymnocryptes minimus), vultur pescar (Pandion haliaetus), cristei de baltă (Rallus aquaticus), Spatula clypeata, rață cârâitoare (Spatula querquedula)
Pe lângă speciile protejate, pe teritoriul sitului au mai fost identificate 2 specii de plante.